# Agardhska gården
Agardhska gården finns på Agardsgatan i Båstad, ägdes på 1700-talet av Jürgen Agardh. Han var redare, fabrikör och köpman. Hans son Carl Adolph Agardh blev känd akademiker i Lund (därför har även Lund sin Agardhsgata) och sedan biskop i Karlstad.
Byggnaden är K-märkt, inga förändringar får ske på fasaden.